# Riu Tungur

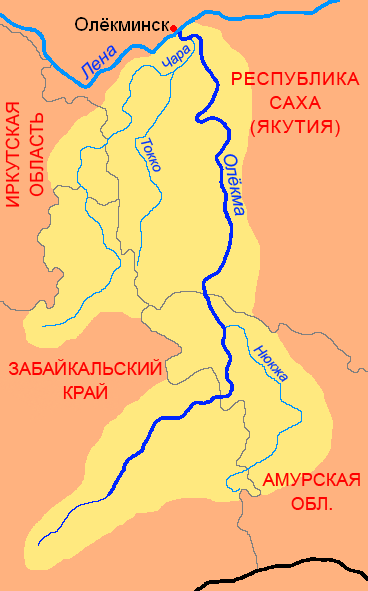
Conca de l'Oliokma.

El riu Tungur (del rus: Река Тунгир) és un riu localitzat a la Sibèria Oriental a Rússia. És un afluent pel marge esquerre del riu Oliokma, al seu torn un afluent del riu Lena. Té 500 km de longitud i drena una conca de 14.700 km² (una mica major que Montenegro, Bahames, Qatar o Gàmbia). El seu cabal mitjà és de 90 m³/s a Goulia, a 161 km de la seva desembocadura.
Administrativament, el Tungur discorre íntegrament pel krai de Zabaikàlie de la Federació de Rússia.

## Geografia
El riu Tungur neix en les muntanyes Iàblonoi, un centenar de quilòmetres al nord-est de la font del riu Oliokma. Flueix generalment cap al sud-est, en paral·lel al curs de l'Olekma, però corrent més al sud-est. Passa als seus inicis per la petita localitat de Nikolaievski i a continuació arriba a la petita ciutat de Tupik (1.041 hab. el 2002), la capital administrativa del districte Tungiro-Oliokminski, on li aborda pel marge dret el seu principal tributari, el riu Bougarikhta. A partir d'aquí el riu descriu molts i tortuosos meandres, en un discórrer propi dels rius de plana. Arriba després a Zaretxnoie i després a Goulia, on hi ha una estació hidromètrica. Es torna a partir d'aquí en direcció nord-nord-oest, fins a desguassar al Oliokma, pel marge dret, a la petita localitat de Sredniaia Oliokma.
El riu està congelat entre finals del mes d'octubre i finals d'abril. En el riu hi ha algunes zones de ràpids, per la qual cosa només és navegable en canoes.

## Hidrometria
El cabal del riu Tungur s'ha observat des de l'any 1975 en un període de 15 anys (entre 1975 i 1999), a Goulia, una localitat a uns 161 km de la seva confluència amb el riu Oliokma.
El Tungur és un riu bastant cabalós, alimentat en gran part pel desglaç, encara que també per les precipitacions a l'estiu i la tardor. Pot considerar-se, com un curs d'aigua de règim nivopluvial, amb dues estacions ben diferenciades. Les aigües altes es produeixen des de finals de la primavera fins a principis de tardor, de maig a setembre inclusivament, amb un pic al juny i juliol, que correspon al desglaç i la fosa de la neu. La conca rep precipitacions en totes les estacions, sobretot als pics més alts, precipitacions que cauen en forma de pluja a l'estiu. La pluja i la fusió contínua de gel expliquen que el flux de juliol a octubre estigui ben alimentat. A l'octubre, el cabal del riu disminueix ràpidament, la qual cosa dona inici al període d'aigües baixes, que va de novembre a abril inclòs i que correspon a l'hivern i grans gelades que abasten tota la regió. Durant els mesos de gener a març, el flux es deté gairebé per complet.
A Goulia, el cabal mig anual observat durant aquest període va ser de 68,2 m³/s, per a una àrea drenada de 8.380 km², una mica més del 56% del total de la conca de captació del riu. La làmina d'aigua d'escolament anual a la conca va ascendir a 257 mm, que pot considerar-se com bastant alta.
El cabal mig mensual observat de gener a març (mínim d'estiatge) és nul, mentre que el cabal mitjà del mes de maig va ser de 169 m³/s, la qual cosa posa en relleu la magnitud de les extremes variacions estacionals. En el període d'observació de 15 anys, la taxa mensual màxima va ascendir a 462 m³/s, al juliol de 1988. Pel que fa al període lliure de gel (de maig a setembre inclusivament), el cabal mínim observat va ser de 18,7 m³/s al juliol de 1979, que era encara significatiu.